# 군위군·성주군·선산군·칠곡군
군위군·성주군·선산군·칠곡군은 대한민국의 옛 국회의원 선거구이다. 당시 경상북도 군위군, 성주군, 선산군, 칠곡군 지역을 관할했다.

## 역사
제9대 국회의원 선거를 앞두고 군위군·선산군 선거구와 성주군·칠곡군 선거구가 통합되면서 신설되었다.
1978년 2월, 선산군 구미읍·칠곡군 인동면이 구미시로 승격되었다. 이에 제10대 국회의원 선거를 앞두고 구미시·군위군·성주군·선산군·칠곡군 선거구로 개편되었다.

## 역대 국회의원
| 선거   | 정당 | 정당       | 1위 의원 | 정당 | 정당   | 2위 의원 |
| ------ | ---- | ---------- | -------- | ---- | ------ | -------- |
| 1973년 |      | 민주공화당 | 신현확   |      | 신민당 | 김창환   |

## 역대 선거 결과

### 대한민국 제9대 국회의원 선거
|  | 28.48% |

|  | 23.89% |

|  | 21.14% |

|  | 11.64% |

|  | 9.15% |

|  | 5.67% |